# Louise Markscheffel
Louise Markscheffel (nascida Weber; Toledo, 1857 – 1911) foi uma editora literária e social americana, além de ser crítica em temas sobre dramática, musical e literatura. A partir de 1887, ela atuou como jornalista da sociedade do Toledo Journal, periódico de Ohio. Em 1897, ela publicou Hints on coffee making: for the use of housekeepers who aim for the best. Markscheffel morreu em 1911.

## Primeiros anos e educação
Louise (ou Louisa) Weber nasceu em Toledo, Ohio, em 1857. O pai de sua mãe era o presidente de um dos cantões da Suíça. Sua filha, Kathrina Zimmerman (Siblingen, 5 de julho de 1832 – Toledo, 29 de novembro de 2016), se apaixonou e fugiu com Caspar Weber (Siblingen, 30 de maio de 1826 – Toledo, 18 de março de 1897), um professor de uma universidade suíça. O jovem casal veio para os Estados Unidos, finalmente arrumando sua casa em Toledo. Lá, em uma terra estranha, depois de uma luta corpo a corpo com a pobreza durante aqueles primeiros anos, a Sra. Weber morreu durante o parto, trazendo Louise, a caçula de seus filhos, ao mundo. Os irmãos de Louise se chamavam Elizabeth, Charlotte, Jacob, Minnie, Emma, John, Helena, Flora e Gustave.
Com apenas duas semanas de idade, Louise foi levada pelo irmão de seu pai, George Weber, e sua esposa, para ser criada por eles como seu próprio filho. Ela frequentou as escolas públicas e mostrou grande aptidão como estudante, mas aos quinze anos sua carreira escolar foi encerrada por seu noivado e casamento.

## Carreira
Ela se casou com Carl (ou Charles) Markscheffel, um homem empresário com negócios de grandes propriedades em 15 de outubro de 1872. A empresa Markscheffel & Co. atua no comércio atacadista de bebidas alcoólicas, mantimentos de mercearia e queijos. Quatro anos depois, nasceu seu filho, Carlos. Ela ficou viúva em agosto de 1892, depois que seu marido sofreu uma longa e dolorosa doença.

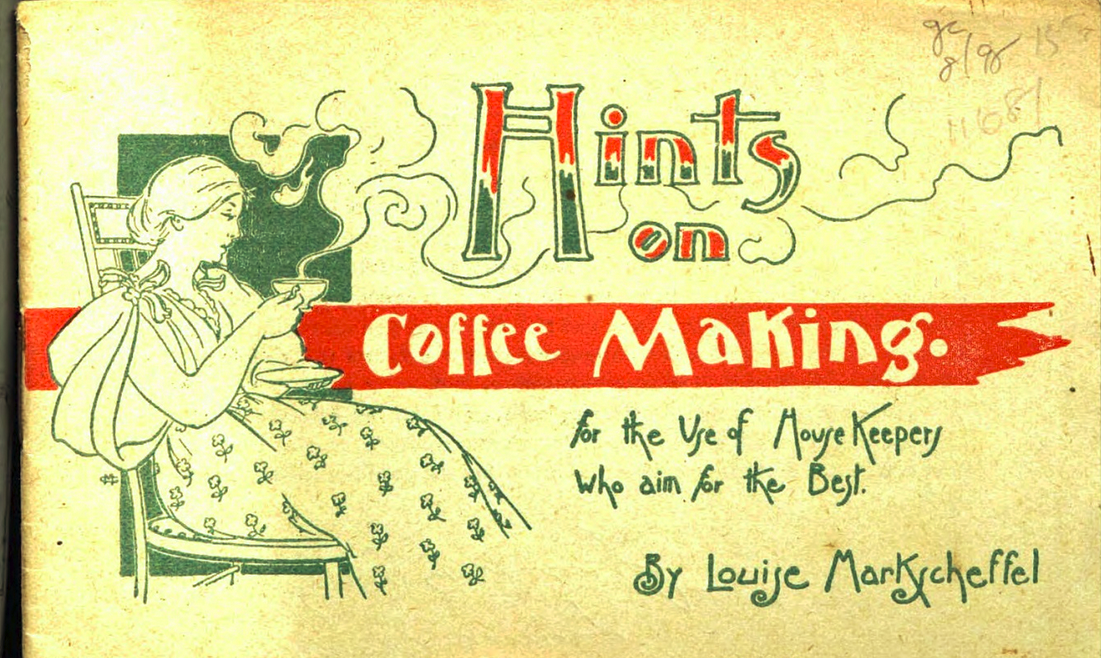
"Dicas sobre como fazer café", título da obra de 1897 em português

Markscheffel começou seu trabalho literário regular por volta de 1888, quando infortúnios contínuos causaram a perda de fortuna do marido e o privaram de saúde e ambição. Ela se tornou a editora literária e social do Toledo Sunday Journal. Seu trabalho imediatamente se tornou uma característica marcante de suas publicações. Ela criou colunas sociais que eram absolutamente únicas e encantadoras mesmo para aqueles que não se importavam com os detalhes das notícias. Seus líderes brilhavam com comentários brilhantes sobre as coisas em geral, com frases espirituosas, misturadas com incidentes patéticos, enquanto por baixo corria uma corrente de pensamento gentil. Foi uma excelente crítica dramática, musical e literária. Ela ocasionalmente encontrava tempo para contribuir com contos e esboços para jornais na Região Leste dos Estados Unidos.

## Obra publicada
- Hints on coffee making: for the use of housekeepers who aim for the best, 1897 (em inglês)